# Francesca Cristina del Palatinato-Sulzbach
Francesca Cristina del Palatinato-Sulzbach (Sulzbach, 16 maggio 1696 – Essen, 16 luglio 1776) fu principessa del Palatinato-Sulzbach per nascita, divenne badessa a Essen e a Thorn.

## Biografia

### Primi anni
Francesca Cristina nacque il 16 maggio 1696 come terza figlia (la seconda femmina) del duca Teodoro Eustachio del Palatinato-Sulzbach e di sua moglie Maria Eleonora d'Assia-Rotenburg. I Duchi Palatini di Sulzbach erano un ramo cadetto della linea palatina del Casato di Wittelsbach.
All'età di cinque anni, la principessa ottenne un posto nell'Abbazia di Thorn, un'abbazia secolare per donne di alto rango. Sua zia Eleonora di Löwenstein-Wertheim-Rochefort fu badessa di Thorn, e fece di Francesca Cristina, la sua "nipote molto amata", la sua unica erede nel 1706. Nel 1712, presentò la sua Aufschwörung (prova della sua nobile discendenza) all'Abbazia di Essen. Ricevette un posto anche lì, a condizione che non le fosse permesso di votare sulle decisioni del Capitolo finché due delle sue sorelle avevano diritto di voto. La ragione di questa limitazione era che solo dieci donne avevano diritto di voto nel capitolo di Essen, e si riteneva che dare alla famiglia dei Palatinato-Sulzbach tre voti avrebbe dato loro troppa influenza. Tuttavia, Francesca Cristina accettò il suo posto a Essen il 10 novembre 1712 e prese immediatamente residenza a Essen, che era una condizione per avere in seguito diritto di voto nel Capitolo. Fu liberata dal requisito della residenza nel settembre 1713 e ricevette il voto due anni dopo, quando sua sorella lasciò l'Abbazia di Essen e si unì a un monastero religioso (Essen era un'abbazia secolare; ciò significava che le donne collegiali conservavano i propri beni e potevano andarsene quando volevano, ad esempio, se decidevano di sposarsi).
Francesca Cristina non ebbe alcuna carica né a Thorn né a Essen, prima di essere eletta Badessa.

### Badessa a Thorn

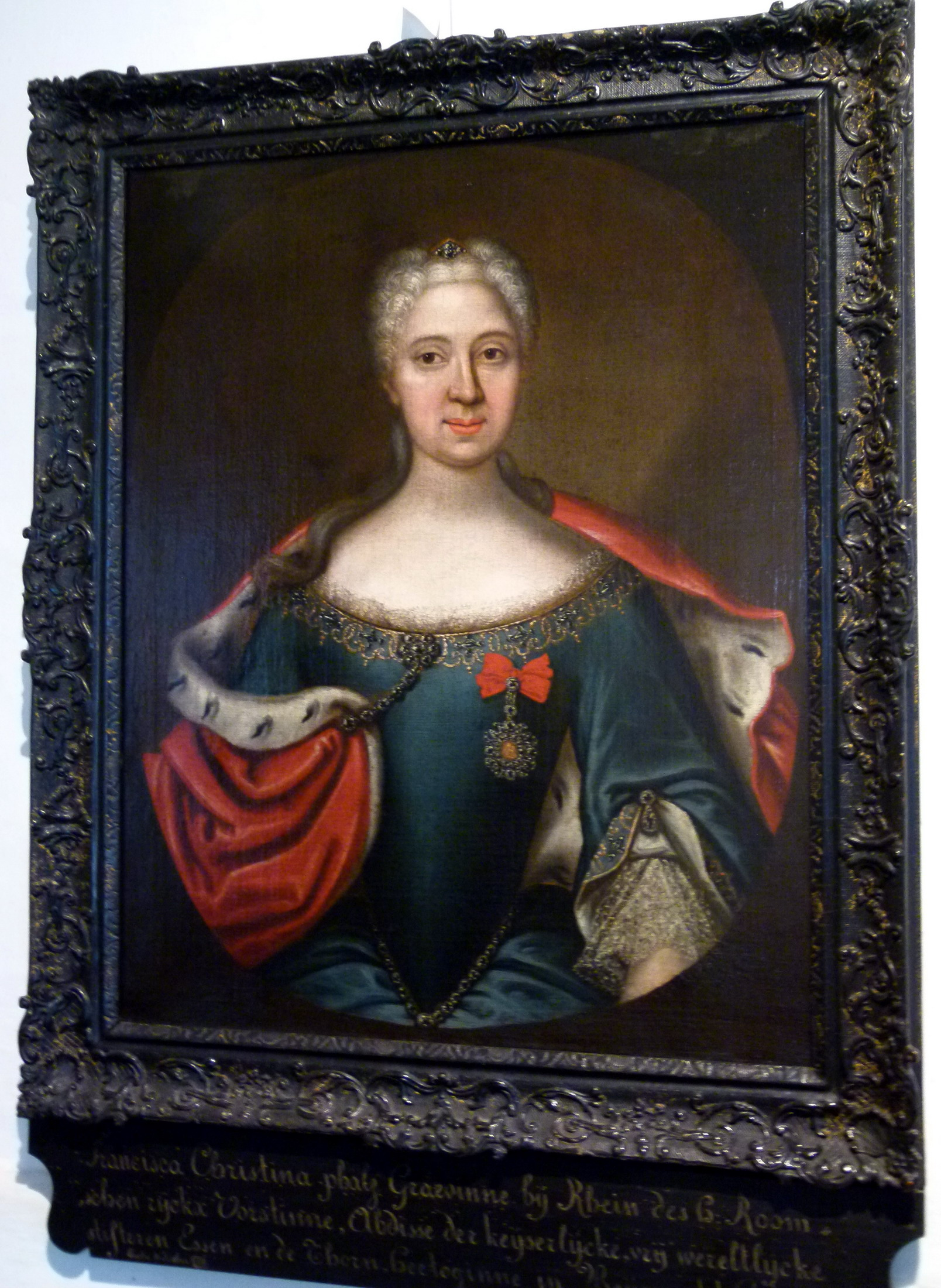
Francesca Cristina del Palatinato-Sulzbach all'epoca della sua elezione a badessa di Thorn

La badessa Giuliana Anna Elena di Manderscheid-Blankenheim dell'Abbazia di Thorn morì il 12 gennaio 1717. Il 31 marzo 1717, Francesca Cristina fu eletta come sua succeditrice. A 21 anni, non era abbastanza grande per reggere questo incarico, quindi dovette ottenere una dispensa papale. Non era stata la candidata preferita del capitolo, ma le influenze esterne erano state decisive nella sua elezione. Cinque candidate avevano manifestato interesse per la carica:
- Anna Salomè di Manderscheid-Kail-Falkenstein, era la decana di Thorn;
- La contessa di Löwenstein, una donna collegiale residente a Thorn;
- Maddalena di Salm-Reiferscheid, un'altra donna collegiale residente a Thorn;
- Francesca Cristina stessa, che era una donna collegiale, ma non ha diritto di voto;
- Anna Giovanna di Manderscheid-Blankenheim.

Dieci donne collegiali e sei canoni avevano diritto di voto. Thorn è stata un'abbazia imperiale, quindi la badessa era una Principessa Imperiale. L'elezione permise così alle case reali di aumentare la loro influenza, facendo eleggere i sostenitori dei parenti.
Già il 2 febbraio 1717, una lettera dell'Elettore Palatino Carlo III Filippo arrivò a Thorn, raccomandando l'elezione della sua parente Francesca Cristina. Carlo III Filippo era un membro dei Palatinato-Neuburg; sua figlia Elisabetta Augusta sposò il fratello di Francesca Cristina, Giuseppe Carlo (sempre nel 1717) e vedere Francesca Cristina eletta si adatterebbe alla politica di potere del Casato di Wittelsbach. Il capitolo era inizialmente contrario a questa proposta, perché Francesca Cristina era meno esperta delle altre candidate. Il 7 marzo, un inviato dell'Elettore arrivò a Thorn: "... fate alcune proposte ai dignitari dell'abbazia per quanto riguarda la Serenissima Principessa Francesca Cristina di Sulzbach". La natura di queste proposte è sconosciuta, ma furono così convincenti che anche una lettera dell'imperatore Carlo VI nella quale raccomandata un'altra candidata, non impedì l'elezione di Francesca Cristina.

### Badessa a Essen
Il 15 ottobre 1726 Francesca Cristina fu eletta badessa ad Essen. La sua elezione ad Essen fu anche significativamente influenzata da influenze esterne. Küppers Braun ha stabilito che in questa elezione gli interessi di diversi conteggi, in particolare i Conti di Manderscheid-Blankenheim e i Conte di Salm-Reifferscheid si scontrarono con gli interessi delle case reali. La decana di Essen, Anna Felicita di Salm-Reifferscheid, giocò un ruolo fondamentale in queste elezioni. Promise di votare per Francesca Cristina, contro gli interessi dei suoi parenti. Il Conte di Manderscheid-Blankenheim offrì al Conte di Salm diversi prestigiosi benefici se quest'ultimo sarebbe riuscito a persuadere sua sorella a infrangere quella promessa. Anna Felicita, tuttavia, mantenne la sua promessa e votò per Francesca Cristina.
Francesca Cristina era la candidata favorita dai principi imperiali. Anche loro cercarono di influenzare il voto. L'Arcivescovo di Colonia, Clemente Augusto di Baviera, che era membro dei Baviera-Munich una linea del Casato di Wittelsbach e con il quale la famiglia Sulzbach del Palatinato ebbe buoni contatti perché il fratello di Francesca Cristina era stato un canone a Colonia, inviò un suo fidato con una lettera di raccomandazione. L'Elettore Carlo III Filippo inviò due fidati, con una lettera di raccomandazione e istruzioni per rimanere ad Essen fino a dopo le elezioni. Il Regno di Prussia che si considerava il protettore della città di Essen, si espresse a favore di Francesca Cristina. L'inviato prussiano, tuttavia, si sentì ostacolato dagli inviati dei principati cattolici. La Prussia si affidò alla promessa che Francesca Cristina avrebbe concesso alla città protestante la libertà di religione. La popolazione di Essen era meno credulona, perché il capitolo generale dell'abbazia dovette affrontare una lamentela da parte dei cattolici, che chiedevano soddisfazione per gli insulti ai loro alloggi. Per garantire l'elezione di Francesca Cristina, il Palatinato inviò un cannone con equipaggio in città.
Con un sostegno così massiccio e sostenuto anche da un permesso papale precedentemente rilasciato di esercitare la carica di badessa in due abbazie contemporaneamente, Francesca Cristina fu eletta con 20 voti su 22.

### Principessa-badessa

#### Politica
Durante la sua elezione Francesca Cristina rimase a Sulzbach. Quando la neoeletta badessa entrò nella città di Essen, un opuscolo di quattro pagine fu pubblicato, in cui si sosteneva che durante il regno della sua predecessora Bernardina Sofia della Frisia orientale e Riedberg "nient'altro che ostilità, sfiducia e disarmonia avevano continuamente prevalso" e "l'intero paese aveva trascorso le sue giornate in malinconia, aspettando invano la redenzione", fino a quando Francesca Cristina si insediò. Küppers-Braun sottolinea che questo opuscolo mostra le influenze dei gesuiti. Durante il regno di Francesca Cristina di quasi cinquant'anni, i gesuiti ebbero una notevole influenza sulla politica dell'abbazia. La sua predecessora aveva espulso l'ordine sette anni prima. Francesca Cristina, tuttavia, li richiamò come esperti amministrativi. I suoi confessori, che esercitavano una forte influenza su di lei, erano gesuiti. La visione del governo dei suoi consiglieri spesso si scontrava con i diritti ancestrali dei capitoli di Thorn ed Essen, che quest'ultimo difese ferocemente. Ad esempio, vi fu una disputa sul fatto che la badessa potesse decidere da sola l'organizzazione delle preghiere e processioni, o avesse bisogno di un accordo con il capitolo. Un'altra disputa, si trattava di sapere se la badessa o i suoi fidati avrebbero avuto il diritto di ispezionare il capitolo nelle residenze private dei canonici di Essen senza prendere consultazione del capitolo. A Thorn ci furono dispute sulle entrate e sulle questioni giudiziarie.
Sotto il governo di Francesca Cristina, furono promulgati un nuovo codice fiscale, un codice ipotecario e un ordine del tribunale.
Anche la relazione tra l'Abbazia e la città di Essen soffrì sotto l'influenza dei gesuiti sulla badessa. Non solo i cittadini protestanti si lamentarono, ma anche i cattolici si lamentarono. Nel 1775, le donne collegiali e i cittadini insieme tentarono di far sollevare padre Thomas Mantels, confessore gesuita di Francesca Cristina, dalla sua comunità religiosa. La loro motivazione era che aveva perseguito la sostituzione di un altro gesuita, che era stato responsabile della parrocchia di San Giovanni. Fu affermato inoltre che era responsabile dell'elevato carico fiscale e della sostituzione non autorizzata degli ufficiali dell'abbazia. Tutti i presenti testimoniavano che Francesca Cristina stessa non aveva fatto assolutamente nulla di male. Un testimone disse che sul suo confessore vi erano dubbi e che "nessun vero cattolico poteva ascoltarlo senza disgusto". Nel 1766 circa, il Nunzio scrisse questo su Francesca Cristina al suo successore: "È una principessa pia, piena di fede, ma permette al suo confessore e ai suoi canonici di celebrare mille abominazioni. Fino a poco tempo fa, come confessore ebbe un gesuita di nome Padre Mantels, che la governava con un bastone, ma ora è morto e le cose vanno meglio".

#### Orfanotrofio
L'atto più noto di Francesca Cristina fu la fondazione del suo orfanotrofio, che accettò i suoi primi abitanti nel 1769. Francesca Cristina prese personalmente parte all'arredamento dell'edificio e all'educazione degli orfani. A tutti i bambini venivano insegnate la lettura, la scrittura e l'aritmetica, i ragazzi hanno anche ricevuto una formazione professionale; le ragazze impararono il lavoro domestico e manuale. Tutti hanno ricevuto una consistente dote quando hanno lasciato l'edificio. Per assicurarsi finanziariamente l'orfanotrofio, la badessa fondò la Princess Francisca Christina Foundation, che finanzia l'orfanotrofio tuttora. Esiste qualche dubbio, tuttavia, se abbia fornito tutta la ricchezza della Fondazione con le proprie risorse. Küppers Braun ha dimostrato che il prezzo di acquisto delle aziende agricole che forniscono la base economica della fondazione deve aver ampiamente superato le sue risorse finanziarie. Dopo aver dedotto il costo delle pulizie e il suo funerale, l'eccedenza dalla vendita di tutta la sua tenuta era di soli 318 Reichstaler. In effetti, l'orfanotrofio ha svolto una triplice funzione: oltre ad essere orfanotrofio, è servito come residenza per la badessa e, soprattutto, è servito come posto di missione dei gesuiti, che hanno fornito una guida spirituale alla fondazione. L'orfanotrofio fu costruito durante una fase in cui i gesuiti furono criticati in molti paesi e persino espulsi da alcuni, come dal Portogallo nel 1759. Presumibilmente per evitare tali critiche, la Fondazione Principessa Francesca Cristina fu progettata come una fondazione secolare e le sue azioni e contratti furono istituiti in un modo che piaceva sia ai gesuiti che ai loro critici. La cappella della fondazione ha una speciale esenzione: non faceva parte di alcuna diocesi, ma subordinava direttamente al papa. Qualsiasi influenza esterna è stata esclusa. Papa Clemente XIV soppresse l'ordine gesuita nel 1773, quattro anni dopo la fondazione dell'orfanotrofio, ma questo non ebbe alcun effetto sull'istituto. Quando nel 1802 molte istituzioni religiose furono secolarizzate, la Fondazione Principessa Francesca Cristina non fu nuovamente colpita, perché era una fondazione secolare.

### Ultimi anni e morte

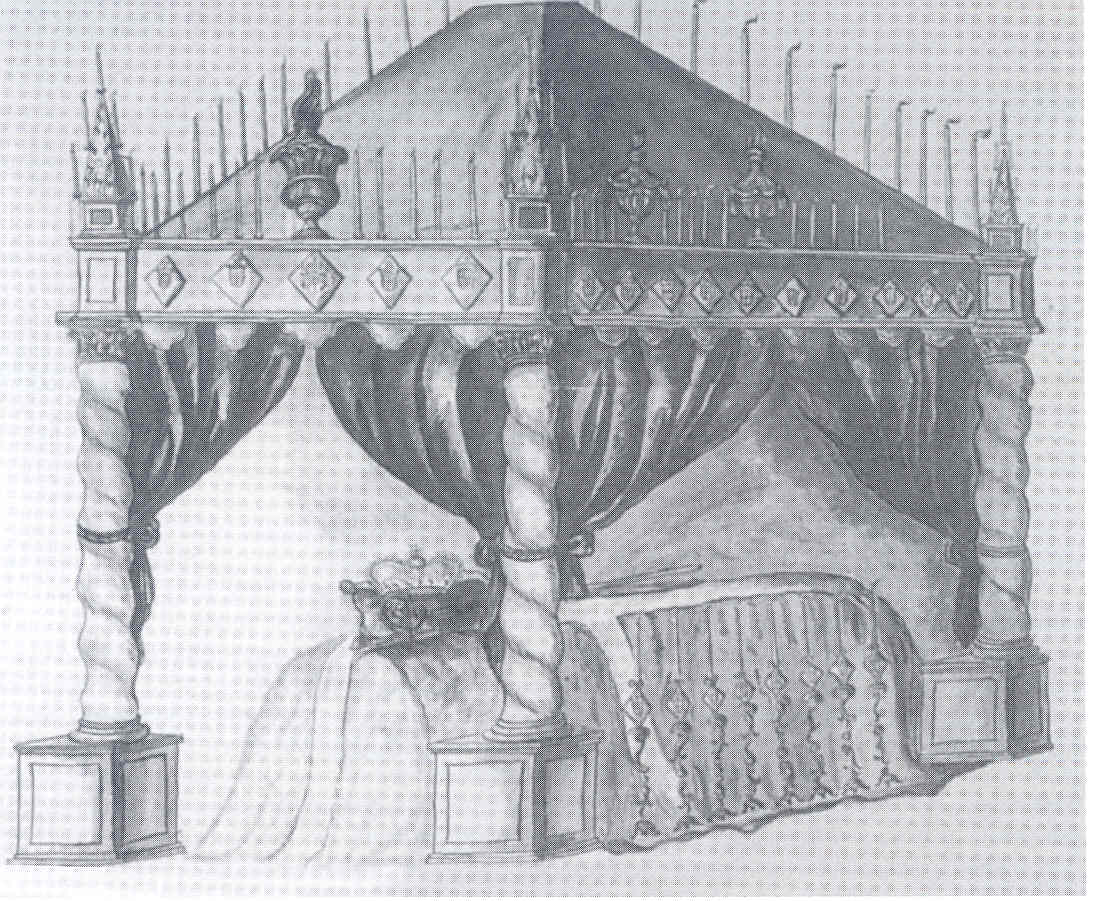
Il catafalco della badessa Francesca Cristina

Durante gli ultimi anni della sua vita, Francesca Cristina divenne debole e fragile e venne colpita da malattie. Tuttavia, non fu una paziente facile: un rapporto del 1775 si lamenta di non aver assunto regolarmente i suoi farmaci, "... anche se noi tre medici, Leidenfrost, Bruning e Tuttman, adottiamo ogni possibilità per fornirle una medicina gustosa, ma efficace..". La badessa morì il 16 luglio 1776 ad Essen, poco prima del suo giubileo cinquantennale. Il suo corpo fu disposto nella sala del pubblico dell'edificio dell'abbazia sotto un magnifico baldacchino. Il 18 luglio la bara fu trasferita da Essen a Steele, che era ancora indipendente, su un carro trainato da sei cavalli bardati di nero. Secondo le sue ultime volontà, la badessa fu sepolta nella cappella dell'orfanotrofio da lei fondato.

## Ascendenza
|                                             |                           |                                                   | Genitori                            |  |  | Nonni |  |  | Bisnonni                       |  |  | Trisnonni                            |  |
|                                             |                           |                                                   |                                     |  |  |       |  |  | Augusto del Palatinato-Neuburg |  |  | Filippo Luigi del Palatinato-Neuburg |  |
|                                             |                           |                                                   |                                     |  |  |       |  |  | Augusto del Palatinato-Neuburg |  |  | Filippo Luigi del Palatinato-Neuburg |  |
|                                             |                           | Anna di Jülich-Kleve-Berg                         |                                     |  |  |       |  |  | Augusto del Palatinato-Neuburg |  |  |                                      |  |
| Cristiano Augusto del Palatinato-Sulzbach   |                           |                                                   |                                     |  |  |       |  |  | Augusto del Palatinato-Neuburg |  |  |                                      |  |
|                                             |                           | Edvige di Holstein-Gottorp                        | Giovanni Adolfo di Holstein-Gottorp |  |  |       |  |  |                                |  |  |                                      |  |
|                                             |                           | Edvige di Holstein-Gottorp                        | Giovanni Adolfo di Holstein-Gottorp |  |  |       |  |  |                                |  |  |                                      |  |
|                                             |                           | Edvige di Holstein-Gottorp                        | Augusta di Danimarca                |  |  |       |  |  |                                |  |  |                                      |  |
| Teodoro Eustachio del Palatinato-Sulzbach   |                           | Edvige di Holstein-Gottorp                        |                                     |  |  |       |  |  |                                |  |  |                                      |  |
|                                             |                           | Giovanni VII di Nassau-Siegen                     | Giovanni VI di Nassau-Dillenburg    |  |  |       |  |  |                                |  |  |                                      |  |
|                                             |                           | Giovanni VII di Nassau-Siegen                     | Giovanni VI di Nassau-Dillenburg    |  |  |       |  |  |                                |  |  |                                      |  |
|                                             |                           | Giovanni VII di Nassau-Siegen                     | Elisabetta di Leuchtenberg          |  |  |       |  |  |                                |  |  |                                      |  |
| Amalia di Nassau-Siegen                     |                           | Giovanni VII di Nassau-Siegen                     |                                     |  |  |       |  |  |                                |  |  |                                      |  |
|                                             |                           | Margherita di Holstein-Sondenburg-Plön            | …                                   |  |  |       |  |  |                                |  |  |                                      |  |
|                                             |                           | Margherita di Holstein-Sondenburg-Plön            | …                                   |  |  |       |  |  |                                |  |  |                                      |  |
|                                             |                           | Margherita di Holstein-Sondenburg-Plön            | …                                   |  |  |       |  |  |                                |  |  |                                      |  |
| Francesca Cristina del Palatinato-Sulzbach  |                           | Margherita di Holstein-Sondenburg-Plön            |                                     |  |  |       |  |  |                                |  |  |                                      |  |
|                                             | Ernesto d'Assia-Rheinfels | Maurizio d'Assia-Kassel                           |                                     |  |  |       |  |  |                                |  |  |                                      |  |
|                                             | Ernesto d'Assia-Rheinfels | Maurizio d'Assia-Kassel                           |                                     |  |  |       |  |  |                                |  |  |                                      |  |
|                                             | Ernesto d'Assia-Rheinfels | Giuliana di Nassau-Dillenburg                     |                                     |  |  |       |  |  |                                |  |  |                                      |  |
| Guglielmo d'Assia-Rotenburg                 | Ernesto d'Assia-Rheinfels |                                                   |                                     |  |  |       |  |  |                                |  |  |                                      |  |
|                                             |                           | Maria Eleonora di Solms-Hohensolms-Lich           | …                                   |  |  |       |  |  |                                |  |  |                                      |  |
|                                             |                           | Maria Eleonora di Solms-Hohensolms-Lich           | …                                   |  |  |       |  |  |                                |  |  |                                      |  |
|                                             |                           | Maria Eleonora di Solms-Hohensolms-Lich           | …                                   |  |  |       |  |  |                                |  |  |                                      |  |
| Maria Eleonora d'Assia-Rotenburg            |                           | Maria Eleonora di Solms-Hohensolms-Lich           |                                     |  |  |       |  |  |                                |  |  |                                      |  |
|                                             |                           | Ferdinando Carlo di Löwenstein-Wertheim-Rochefort | …                                   |  |  |       |  |  |                                |  |  |                                      |  |
|                                             |                           | Ferdinando Carlo di Löwenstein-Wertheim-Rochefort | …                                   |  |  |       |  |  |                                |  |  |                                      |  |
|                                             |                           | Ferdinando Carlo di Löwenstein-Wertheim-Rochefort | …                                   |  |  |       |  |  |                                |  |  |                                      |  |
| Maria Anna di Löwenstein-Wertheim-Rochefort |                           | Ferdinando Carlo di Löwenstein-Wertheim-Rochefort |                                     |  |  |       |  |  |                                |  |  |                                      |  |
|                                             |                           | Anna Maria di Fürstenberg-Heiligenberg            | …                                   |  |  |       |  |  |                                |  |  |                                      |  |
|                                             |                           | Anna Maria di Fürstenberg-Heiligenberg            | …                                   |  |  |       |  |  |                                |  |  |                                      |  |
|                                             |                           | Anna Maria di Fürstenberg-Heiligenberg            | …                                   |  |  |       |  |  |                                |  |  |                                      |  |
|                                             |                           | Anna Maria di Fürstenberg-Heiligenberg            |                                     |  |  |       |  |  |                                |  |  |                                      |  |